# Jardin exotique d'Èze
Pour les articles homonymes, voir Èze (homonymie).

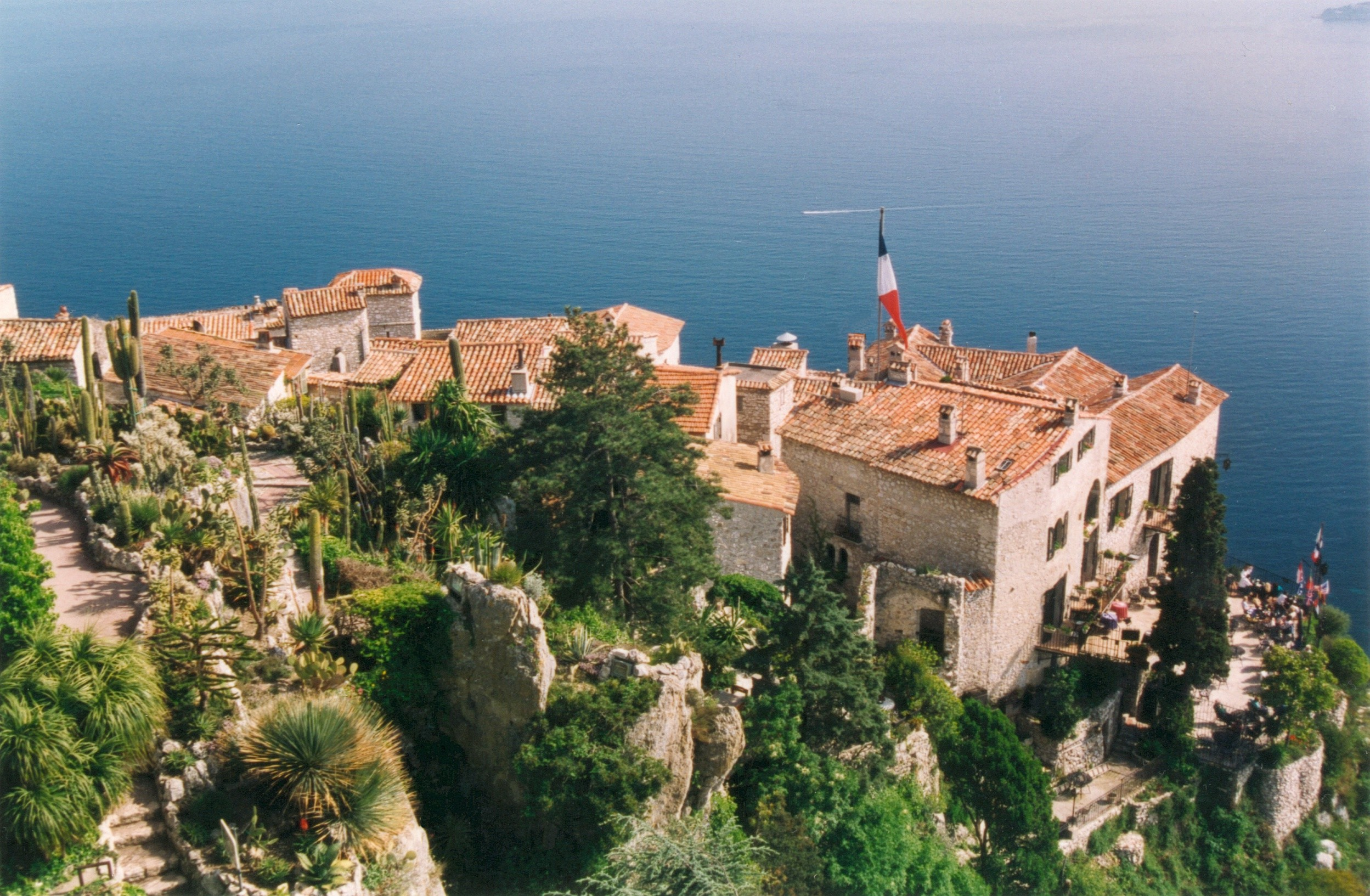
Jardin exotique d'Èze.

Le jardin d'Èze, aussi appelé jardin exotique ou jardin botanique d'Èze, est un jardin botanique français situé en terrain escarpé, dans la ville côtière d'Èze (Alpes-Maritimes). Il est renommé pour son impressionnante collection de cactus et plantes grasses, qui trouvent un terrain favorable dans le climat de la Côte d'Azur.
Le jardin est créé après la Seconde Guerre mondiale sur les ruines d'un château par le maire André Gianton et Jean Gastaud du Jardin exotique de Monaco. Il est situé sur un terrain à 400 m au-dessus du niveau de la mer Méditerranée avec des vues panoramiques sur toute la région. Il contient une collection importante de cactus et de plantes succulentes de diverses origines.
La collection inclut les genres et espèces Cephalocereus senilis, Echinocactus grusonii, Ferocactus pilosus, Opuntia spp., Neobuxbaumia polylopha, Trichocereus pasacana, Aeonium arboreum, Aeonium canariense, Agave americana picta, Agave americana marginata, Agave salmania, Agave victoriae-reginae, Aloe arborescens, Aloe succotrina, Aloe ciliaris, Aloe ferox, Carpobrotus edulis, Echeveria elegans, Euphorbia caerulescens, Pachyphytum oviferum, Yucca elephantipes.